# Брати Г'юз
Альберт Г'юз (англ. Albert) і Аллен Г'юз (англ. Allen Hughes; нар. 1 квітня 1972), разом відомі як брати Г'юз (англ. Hughes brothers) — американські режисери, продюсери та сценаристи. Брати-близнюки найбільш відомі своєю співрежисурою фільмів «Загроза суспільству», «З пекла» і «Книга Ілая».

## Біографія
Брати Г'юз народились в Детройті штат Мічиган, їхній батько афроамериканець, а мати Айда — вірменоамериканка, родом із вірменської сім'ї, що проживала в Ірані, у Тегерані. Альберт старший близнюк, він народився на дев'ять хвилин раніше. Два брати разом зі своєю матір'ю переїхали до Помони (Каліфорнія), що знаходиться на сході Лос-Анджелеса, коли їм було по дев'ять років. Мати піднімала своїх синів сама, при цьому починаючи свій бізнес. Підтримавши амбіції своїх синів у кіно, вона придбала їм відеокамеру, коли їм було по 12 років. В результаті, хлопці знімали короткометражні фільми у свій вільний час.

## Фільмографія

### Аллен та Альберт
- Загроза суспільству (1993)
- Мертві президенти (1995)
- American Pimp[en] (1999) — документальний
- З пекла (2001)
- Книга Ілая (2010)

### Лише Аллен
- Лицарі Південного Бронксу[en] (2005) — телефільм
- Нью-Йорку, я люблю тебе (2008) — шостий сегмент
- Гниле місто (2013)
- Арнольд (2023) — документальний серіал

### Лише Альберт
- Альфа (2018)